# بیل کوئلانی
بیل کوئلانی (متولد ۳۱ اکتبر ۱۹۶۵ در برازاویل) یک هنرمند، نویسنده و طراح صحنه اهل جمهوری کنگو است. او در سال ۲۰۰۷ با یک اینستالیشن هنری چندرسانه‌ای در نمایشگاه دکومنتا ۱۲ در شهر کاسل آلمان شرکت کرد. کوئلانی در برازاویل، پایتخت جمهوری کنگو، زندگی و کار می‌کند. آثار او ترکیبی از هنرهای تجسمی، ادبیات و طراحی صحنه است که بازتاب‌دهنده فرهنگ و هویت جامعه اوست.

## زندگی و پیشه
به عنوان یک نوجوان، بیل کوئلانی (که اغلب با نام B. Kouélany شناخته می‌شود) جنگ‌ها و خشونت‌های فراوانی را در زادگاهش، کنگو، تجربه کرد. سال‌ها بعد، ردپای این تجربیات اولیه و تأثیرات عمیق آن‌ها را می‌توان در نوشته‌ها و آثار هنری او مشاهده کرد. این تجربیات، الهام‌بخش بسیاری از کارهای او بوده‌اند و به هنرش عمق و معنایی ویژه بخشیده‌اند.

### نویسنده
بیل کوئلانی، که به زبان فرانسوی تسلط داشت، در آثار اولیه‌اش نمایشنامه‌هایی مانند "کافارد، کافارد" (سوسک، سوسک) را خلق کرد که در سال ۲۰۰۳ در پاریس به نمایش درآمد، و همچنین نمایشنامه "پوت-ئتر" (شاید) را در سال ۲۰۰۷ به همراه همکارش ژان پل دلور نوشت. آثار مکتوب او نشان‌دهنده تأثیرپذیری از چیکایا او تامسی، شاعر و رمان‌نویس برجسته کنگو، است. کوئلانی از او به عنوان «نویسنده‌ای رنج‌دیده و بسیار حساس» یاد می‌کند که حتی در نخستین بوم‌های نقاشی‌اش نیز حضور داشته است. این تأثیرات ادبی و هنری، عمق و غنای خاصی به کارهای کوئلانی بخشیده‌اند.
به گفته چاولت، بسیاری از نوشته های او هرگز (از سال 2016) منتشر نشدند.

### نقاش
نقاشی‌های بیل کوئلانی (B. Kouélany) بازتاب‌دهنده مهارت‌های خودآموخته او و همچنین عناصر زندگی‌نامه‌ای شخصی‌اش هستند. این ویژگی‌ها باعث شده‌اند تا هنر او مورد توجه مخاطبان بین‌المللی در آفریقا و اروپا قرار گیرد. از سال ۲۰۰۷، آثار او در سطح جهانی توسط گالری پیتر هرمان در برلین و گالری RDV در نانت، فرانسه، توزیع و نمایش داده شده‌اند. این همکاری‌ها به گسترش شناخت و تحسین هنر او در عرصه‌های بین‌المللی کمک کرده‌اند.
در سال ۲۰۰۱، بیل کوئلانی در برنامه اقامت کارگاه‌های شهری Doual’Art در کامرون شرکت کرد. سپس در سال ۲۰۰۲، آثار او به دوسالانه Dak’Art، همراه با دیگر هنرمندان آفریقای مرکزی، دعوت شد و در سال ۲۰۰۶ نیز آثارش را به هفتمین دوره این دوسالانه ارسال کرد. در سال ۲۰۰۴، او به عنوان هنرمند مقیم در اقامتگاه نانت در فرانسه انتخاب شد و در نمایشگاهی با عنوان "Beautés d’Afrique" (زیبایی‌های آفریقا) شرکت کرد. در سال ۲۰۰۶، او در دوسالانه Dak’Art دو جایزه مهم دریافت کرد: Prix de la Francophonie و Prix Montalvo Arts Center این موفقیت‌ها جایگاه او را به عنوان یکی از هنرمندان برجسته آفریقایی تثبیت کرد.

ارسال B. Kouélany در سال بعد به نمایشگاهی با نام «documenta 12» در آلمان، توجه گسترده‌ای را به خود جلب کرد. اثر او که «بدون عنوان» (Untitled) نام داشت، یک چیدمان بسیار بزرگ بود که به بررسی پیامدهای جنگ و خشونت می‌پرداخت. این اثر با رویکردی قدرتمند و تأمل‌برانگیز، بازتاب‌دهنده مسائل اجتماعی و انسانی مرتبط با درگیری‌ها و خشونت‌های جهانی بود.
در سال ۲۰۰۷، B. Kouélany به‌عنوان اولین زن آفریقایی جنوب صحرا در نمایشگاه «Documenta» در کاسل شرکت کرد. او در این نمایشگاه بزرگ‌ترین اثر خود تا آن زمان را ارائه داد: یک دیوار کاغذی عظیم که شامل گزیده‌هایی از متون چندین روزنامه بین‌المللی و ویدیوهای تاب‌خورده از چهره‌اش بود. در این اثر، او با نقش‌آفرینی به‌عنوان یک مادر و دختر، همدلی عمیق خود را با مردم کنگو و رنج‌های آن‌ها بیان کرد. این کار هنری قدرتمند، بازتاب‌دهنده مسائل اجتماعی و انسانی مرتبط با جنگ و خشونت بود و توجه زیادی را به خود جلب کرد.

### مربی
در سال ۲۰۱۲، B. Kouélany مرکز و کارگاه هنر معاصر «Les Ateliers Sahm» را در برازاویل تأسیس کرد و به‌عنوان مدیر هنری آن فعالیت خود را آغاز کرد. این مرکز چندرشته‌ای از هنر معاصر در کنگو حمایت می‌کند و به حمایت از هنرمندان جوان نه تنها از کشور خود، بلکه از سراسر قاره آفریقا اختصاص دارد. به گفته صندوق پرنس کلاوس، ایجاد «Les Ateliers Sahm» شاید یکی از بزرگ‌ترین دستاوردهای او باشد. این مرکز به‌عنوان یک پلتفرم مهم برای پرورش استعدادهای هنری و ترویج هنر معاصر در آفریقا شناخته می‌شود.
او همچنان به کار خلاقانه خود ادامه می‌دهد. در سال ۲۰۱۹، او در نمایشگاه «Prête-moi ton rêve» (رویای خود را به من قرض بده) در مراکش شرکت کرد. این نمایشگاه که نقاشان دیگر آفریقایی نیز در آن حضور داشتند، قرار بود (در آن زمان) از چندین کشور بازدید کند. این مشارکت نشان‌دهنده تعهد مستمر او به ترویج هنر و فرهنگ آفریقایی در سطح بین‌المللی است.

## جوایز
- 2006: Prix de la Francophonie (فرانسه)
- 2006: جایزه مرکز هنری مونتالوو (ایالات متحده آمریکا) [۲]
- 2018: افسر هنر و ادبیات، توسط وزارت فرهنگ فرانسه اعطا شد. [۱]
- 2019: جایزه شاهزاده کلاوس در هلند. [۳][۴]

## لینک های خارجی
- عکس های نصب توسط Bill Kouélany